# Joseph Pepé
Giuseppe Pietro "Joseph" Pepe (Manchester, 5 de març de 1881 - Sutton, Londres, 1970) va ser un tirador anglès que va competir a començaments del segle xx.
El 1912 va prendre part en els Jocs Olímpics d'Estocolm, on disputà quatre proves del programa de tir. Guanyà la medalla d'or en la prova de carrabina, 50 metres, per equips i la de plata en carrabina, 25 metres, per equips. En la prova de carrabina, 25 metres fou quart i en carrabina, 50 metres catorzè.